# RKC 발베이크

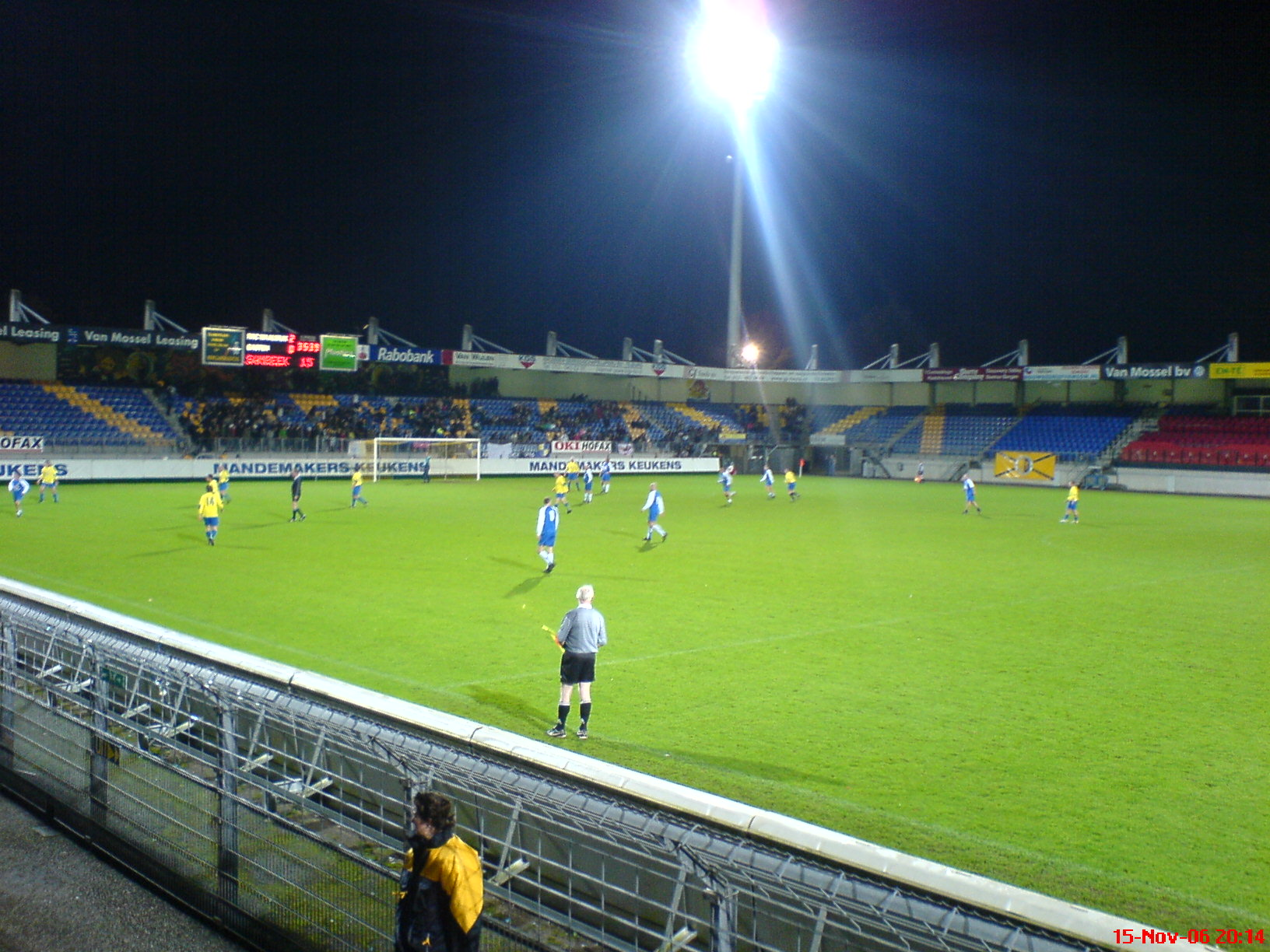

RKC 발베이크(RKC Waalwijk (네덜란드어 발음: [ˌɛrkaːˈseː ˈʋaːlʋɛi̯k]))는 1940년에 창단된 네덜란드 발베이크의 축구 클럽으로, 현재 에레디비시에서 활동하고 있다. 클럽 이름에서 "Rooms Katholieke Combinatie"는 네덜란드어로 "로마 가톨릭 교회"를 뜻한다.

## 선수 명단

### 현역
참고: FIFA 자격 규정에 따라 소속된 국가대표팀 국기를 표시합니다. 선수는 복수의 FIFA 비회원국 국적을 가지고 있을 수 있습니다.
| 번호 | 포지션 | 국적   | 이름                |
| ---- | ------ | ------ | ------------------- |
| 3    | DF     |        | 다리오 반 덴 부이스 |
| 6    | MF     | 모로코 | 야신 우킬리         |
| 9    | FW     |        | 오스카 자와다       |
| 14   | MF     |        | 크리스 로케사       |
| 20   | FW     |        | 일리아스 타키딘     |
| 24   | MF     | 퀴라소 | 홋프리트 루메라투   |

| 번호 | 포지션 | 국적   | 이름          |
| ---- | ------ | ------ | ------------- |
| 29   | FW     |        | 미힐 크라머   |
| 30   | MF     |        | 다우다 비드만 |
| 35   | MF     | 퀴라소 | 케빈 펠리다   |

## 역대 감독
| 감독            | 임기        |
| --------------- | ----------- |
| 젤코 페트로비치 | 2007 ~ 2008 |
| 헹크 프레이저   | 2023 ~      |